# Bolotnoje

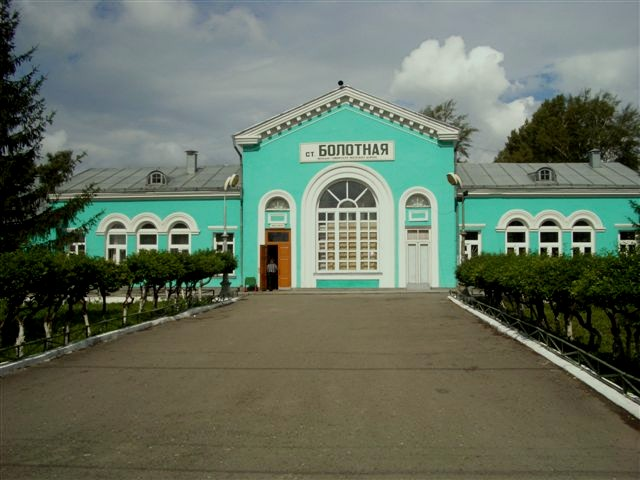
Bahnstation Bolotnaja

Bolotnoje (russisch Боло́тное) ist eine Stadt in der Oblast Nowosibirsk (Russland) mit 16.570 Einwohnern (Stand 14. Oktober 2010).

## Geographie
Die Stadt liegt im südöstlichen Teil der Westsibirischen Tieflandes, etwa 90 km nordöstlich der Oblasthauptstadt Nowosibirsk. Das Klima ist kontinental.
Die Stadt Bolotnoje ist Verwaltungszentrum des gleichnamigen Rajons.

## Geschichte
Bolotnoje entstand 1805 als Siedlung am Sibirischen Trakt und erhielt 1943 Stadtrecht.

### Bevölkerungsentwicklung
| Jahr | Einwohner |
| ---- | --------- |
| 1939 | 19.000    |
| 1959 | 26.762    |
| 1970 | 21.890    |
| 1979 | 20.838    |
| 1989 | 20.006    |
| 2002 | 18.170    |
| 2010 | 16.570    |

Anmerkung: Volkszählungsdaten

## Kultur und Sehenswürdigkeiten
Die Stadt besitzt seit 1981 ein Heimatmuseum.

## Wirtschaft und Infrastruktur
In Bolotnoje gibt es Betriebe der Lebensmittel- und Leichtindustrie, der Bauwirtschaft und des Eisenbahnverkehrs.
Die Stadt liegt an der Transsibirischen Eisenbahn (Streckenkilometer 3463 ab Moskau, Stationsname Bolotnaja). Südlich umgeht die Fernstraße M53 von Nowosibirsk über Krasnojarsk nach Irkutsk vorbei.
Nördlich von Bolotnoje befindet sich ein Längstwellensender für das Funknavigationssystem RSDN-20 (Alpha).

## Persönlichkeiten
- Fjodor Petrowitsch Krendelew (1927–1987), Geologe, Geochemiker, Geophysiker und Hochschullehrer
- Michail Wladimirowitsch Kurlenja (* 1931), Geophysiker